# Sangiaccato di Alessandretta

Mappa che mostra gli stati del mandato francese dal 1921 al 1922

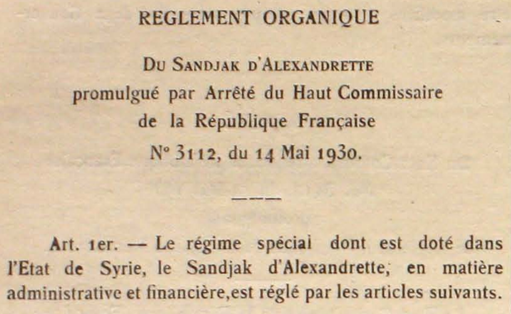
Regolamento organico del Sangiaccato di Alessandretta, all'interno dello stato della Siria, 14 maggio 1930

Il Sangiaccato di Alessandretta (in turco İskenderun Sancağı in arabo لواء الإسكندرونة‎?/Liwa' Al-Iskandarūna) è stato un sangiaccato del Mandato di Siria composto da due Qaḍāʾ dell'ex Vilayet di Aleppo (Alessandretta e Antiochia, ora İskenderun e Antakya), che divenne autonomo ai sensi dell'articolo 7 del Trattato di Ankara del 1921: "Sarà istituito uno speciale regime amministrativo per il distretto di Alessandretta. Gli abitanti turchi di questo distretto godranno di strutture per il loro sviluppo culturale. La lingua turca deve essere riconosciuta come ufficiale". Ciò era dovuto alla presenza di popoli turchi insieme a siriaci e arabi di varie confessioni religiose: musulmani sunniti, alawiti, greco-ortodossi, cattolici greci malachiti e maroniti. C'erano anche comunità di armeni, greci, assiri, ebrei e curdi. 
Nel 1923 Alessandretta fu assegnata allo stato di Aleppo e, nel 1925, a quello combinato della Siria, ancora con uno statuto amministrativo speciale.
Le elezioni del 1936 nel sangiaccato determinarono l'elezione di due parlamentari a favore dell'indipendenza della Siria dalla Francia e questo provocò rivolte comunali e articoli appassionati sulla stampa turca e siriana. Il sangiaccato ricevette l'autonomia nel novembre 1937 in un accordo mediato dalla Società delle Nazioni. Sotto il suo nuovo statuto divenne "distinto ma non separato" dal mandato francese di Siria a livello diplomatico, collegato sia alla Francia che alla Turchia per questioni di difesa.

## Popolazione
Secondo le stime dell'alta commissione francese, nel 1936, su una popolazione di 220.000 abitanti, il 46% erano arabi e tra questi il 61% alawiti e il 39% sunniti, il 39% erano turchi, l'11% armeni, l'8% altri cristiani e il 4% circassi, curdi ed ebrei. Sebbene i turchi formassero la più grande singola comunità etno-religiosa, i parlanti arabo -tra cui sunniti, alawiti e cristiani- erano più numerosi.
| Popolazione dello stato di Hatay nel 1936 secondo il censimento francese |          |      |
| Gruppo etnico                                                            | Abitanti | %    |
| alawiti                                                                  | 61.600   | 28%  |
| arabi sunniti                                                            | 22.000   | 10%  |
| turchi                                                                   | 85.800   | 39%  |
| armeni                                                                   | 24.200   | 11%  |
| melchiti, greci e altri cristiani                                        | 17.600   | 8%   |
| circassi, ebrei, curdi                                                   | 8.800    | 4%   |
| Totale                                                                   | 220.000  | 100% |

## Registrazione elettorale e "elezioni" del 1938

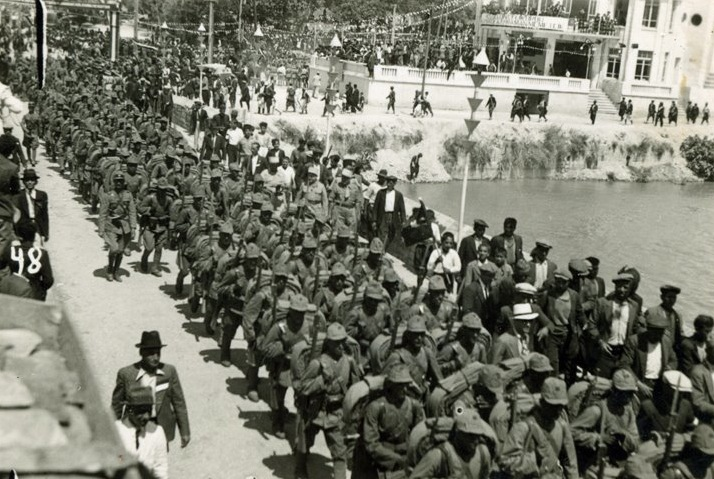
Le forze turche al comando del colonnello Şükrü Kanatlı entrano ad İskenderun il 5 luglio 1938

L'assegnazione dei seggi nell'assemblea del sangiaccato era basata sul censimento del 1938 tenuto dalle autorità francesi sotto controllo internazionale: su 40 seggi, 22 furono assegnati ai turchi, nove agli alawiti, cinque agli armeni, due agli arabi sunniti e due ai greci antiochiani. Questa ripartizione fu il risultato di un intervento militare turco da Payas e Hassa, il 5 luglio 1938, con la pulizia etnica della maggior parte dei suoi abitanti arabi e armeni che costituivano la maggioranza della popolazione. La Turchia aveva anche spostato decine di migliaia di turchi nel sangiaccato di Alessandretta per farli registrare come cittadini e votare. Inoltre, i risultati sembravano discutibili perché avvenivano al solo scopo di ripartizione dei seggi, e la propaganda turca era molto attiva tra gli alawiti e i circassi, tutti considerati turchi da Ankara.
Secondo i dati ufficiali di registrazione, entro il 22 luglio 1938 furono registrati 57.008 elettori nel sangiaccato, appartenenti ai seguenti gruppi etnici.
- Turchi : 35.847
- Alawiti : 11.319
- Armeni : 5.504
- Greco Ortodossa : 2.098
- Arabi ( musulmani sunniti ): 1.845
- "Altri": 359

I 40 posti dell'assemblea del sangiaccato per Qaḍāʾ vennero distribuiti come segue: 
- Antakya: 14 turchi, 7 alawiti, 2 armeni, 2 arabi sunniti, 1 greco-ortodossa
- İskenderun: 3 turchi, 2 alawiti, 1 armeno, 1 greco-ortodosso
- Kırıkhan : 5 turchi, 2 armeni
- Totale: 22 turchi, 9 alawiti, 5 armeni, 2 arabi sunniti, 2 greco-ortodossi

Nonostante la registrazione degli elettori, non si tennero elezioni e venne  "approvata", dalle autorità turche e francesi un'assemblea del sangiaccato. Tayfur Sökmen, nominato da Atatürk a capo della transizione, arrivò ad Antakya da Dörtyol il 25 agosto 1938.

## Stato di Hatay

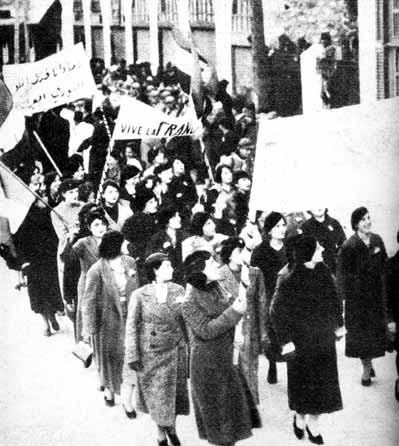
Proteste a Damasco da parte di donne manifestanti contro l'annessione alla Turchia del Sangiaccato di Alessandretta nel 1939. Uno dei cartelloni dice: "Il nostro sangue è sacrificato per il Sangiaccato arabo siriano".

Il 2 settembre 1938 l'assemblea proclamò il sangiaccato di Alessandretta come Repubblica di Hatay. Lo stato durò per un anno sotto la supervisione militare congiunta francese e turca. Lo stesso nome "Hatay" (turco per ittita) era stato proposto da Atatürk e il governo era sotto il controllo turco. Il presidente Tayfur Sökmen era un membro del parlamento turco eletto nel 1935 (in rappresentanza della provincia di Antalya) e il primo ministro, Abdurrahman Melek, era stato eletto anche lui nel parlamento turco (in rappresentanza della provincia di Gaziantep) nel 1939, mentre ricopriva ancora la carica di primo ministro. Lo stato di Hatay divenne la provincia di Hatay della Turchia nel 1939.